# 가쪽가슴동맥
인체 해부학에서 가쪽가슴동맥(lateral thoracic artery, external mammary artery), 또는 외흉동맥은 흉부와 유방의 가쪽에 산소가 풍부한 혈액을 공급하는 혈관이다.
가쪽가슴동맥은 겨드랑동맥(axillary artery)에서 시작하여 작은가슴근(pectoralis minor muscle)의 아래쪽 경계를 따라 가슴의 측면으로 주행하고, 앞톱니근(serratus anterior muscle)과 큰가슴근(pectoralis major muscle)에 혈액을 공급한 뒤 겨드랑이를 가로질러 겨드랑 림프절(axillary lymph nodes)과 어깨밑근(subscapularis muscle)에 가지를 낸다.
속가슴동맥(internal thoracic artery), 어깨밑동맥(subscapular artery), 갈비사이동맥(intercostal arteries), 가슴봉우리동맥의 가슴가지(pectoral branch of thoracoacromial artery)와 문합한다.
여성에서는 가쪽가슴동맥이 큰가슴근의 가장자리를 돌면서 유방에 혈액을 공급하는 가지를 낸다.

## 참고 문헌
이 문서는 현재 퍼블릭 도메인에 속하는 그레이 해부학 제20판(1918) page 588의 내용을 기초로 작성된 글이 포함되어 있습니다.